# Blomsterflugor
Blomsterflugor (Anthomyiidae) är en familj i insektsordningen tvåvingar som innehåller mer än 1 000 kända arter.

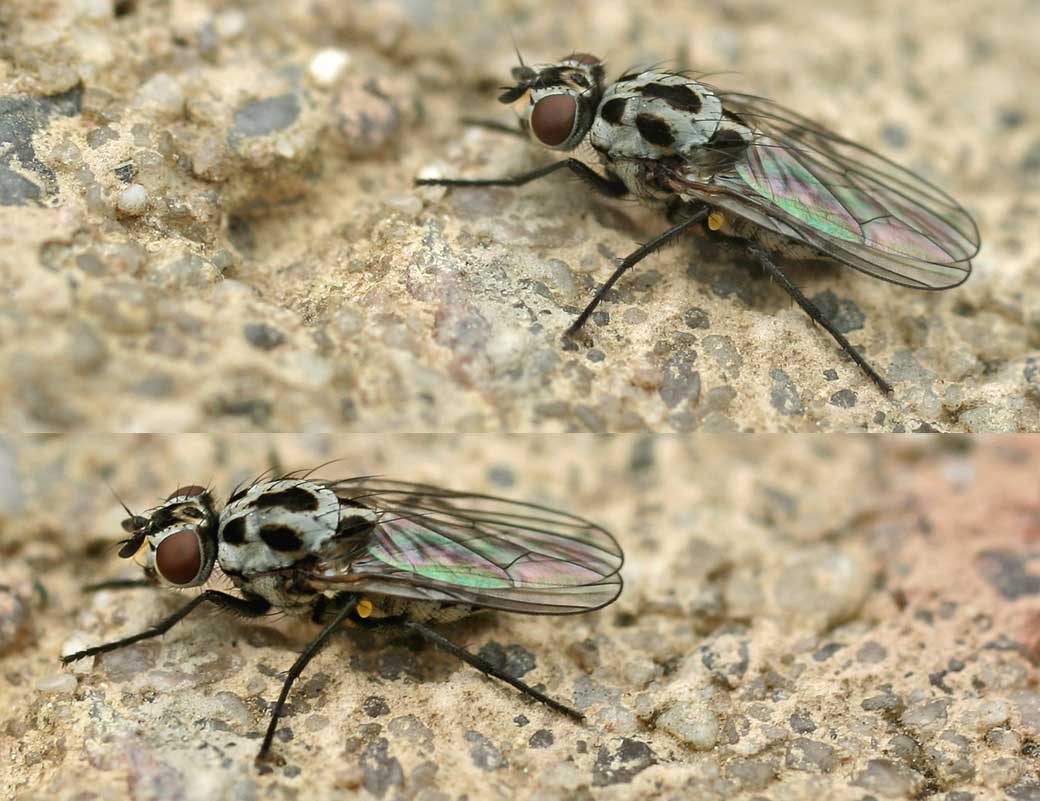
Anthomyia pluvialis

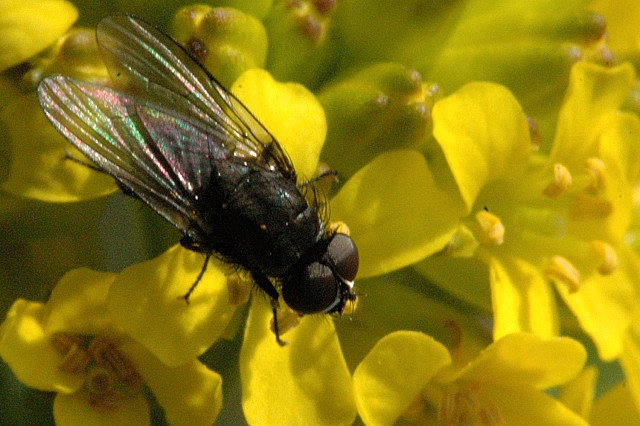
Phorbia fumigata

Blomsterflugor är små till medelstora flugor som är nära besläktade med de egentliga flugorna och liknar i allmänhet också utseendemässigt ganska mycket dessa, men har vanligen en slankare kroppsbyggnad. Skillnader finns också i vingarnas ådring, hos blomsterflugorna når den näst bakersta vingribban ut till vingkanten, något den inte gör hos de egentliga flugorna.
Som larver har blomsterflugorna ett mycket varierat levnadssätt. Det finns arter vars larver är växtätare, varav några är kända som skadedjur på odlade växter som vete, kål, lök, selleri och betor, liksom arter vars larver främst lever på multnande organiskt material. Som fullbildade insekter besöker flertalet arter blommor.